# ناوچه سبک

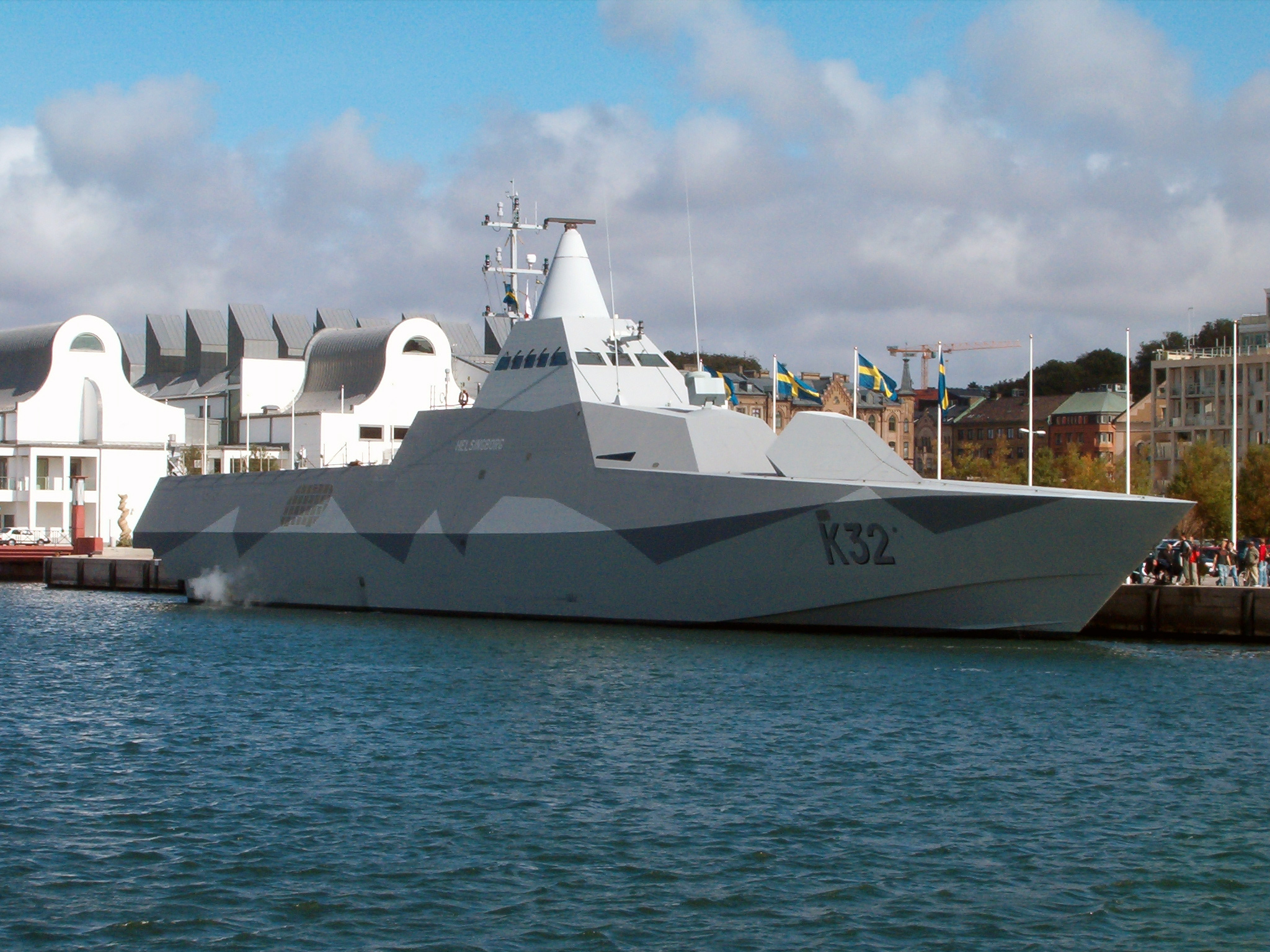
ناوچهٔ سبُک فوق مدرن ویس‌بی نیروی دریایی سلطنتی سوئد که برخی معتقدند پیشرفته‌ترین ناوچهٔ سبک در جهان است که به‌طور کامل از فناوری رادارگریز استفاده می‌کند.

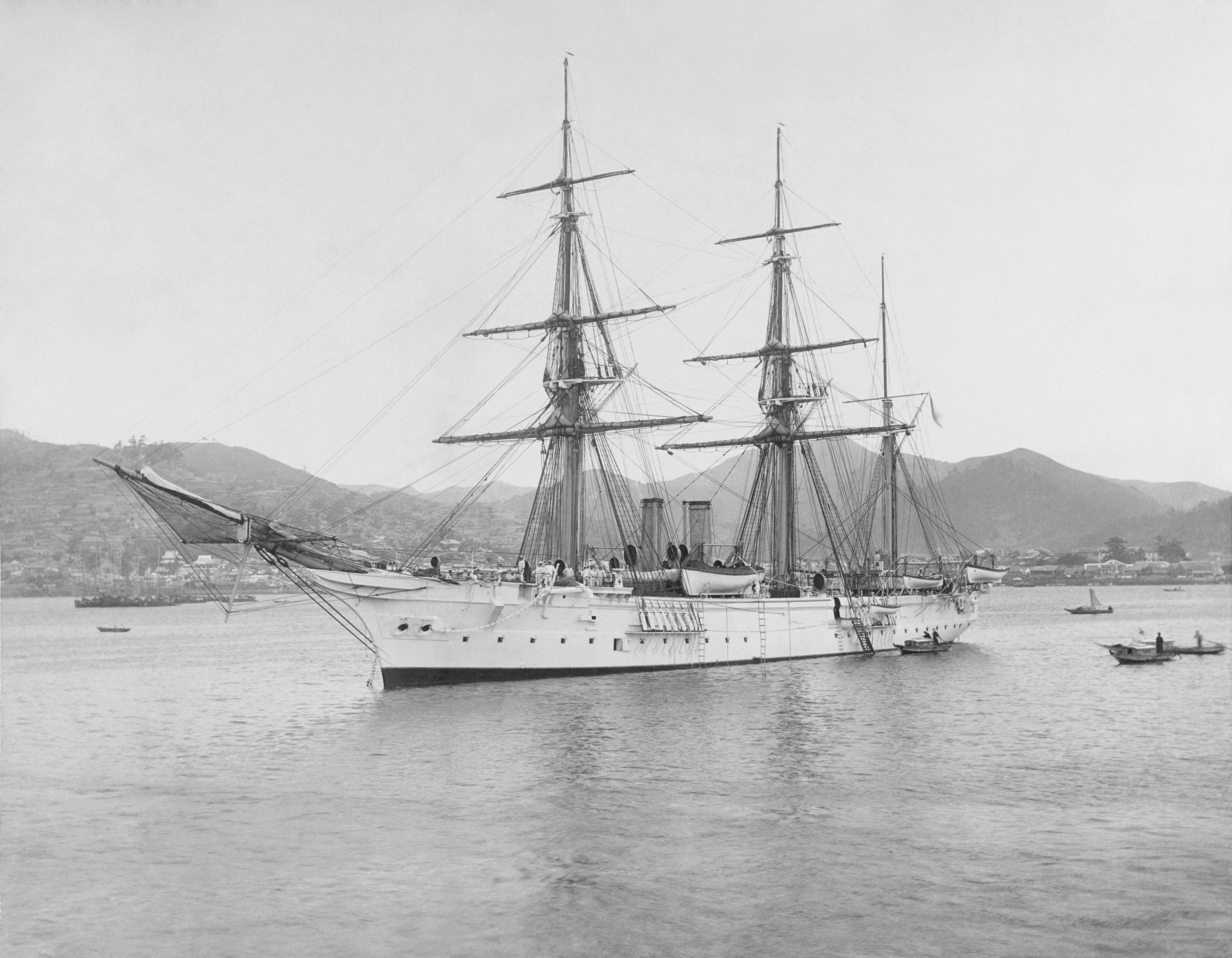
نگاره‌ای از ناوچهٔ سبُک اس‌ام‌اس آرکونا به‌تاریخ ۱۸۹۷ میلادی، در بندر ناگاساکی، ژاپن.

ناوچه سبک یا گَشت‌ناو (به انگلیسی: Corvette) یک کشتی جنگی کوچک، با قابلیت مانور بالا و آتشبار سبک است، از ناوچه کوچکتر و از قایق گشت ساحلی بزرگتر است.
در عصر دریانوردی (به انگلیسی: Age of saile) ناوچه‌های سبک از ناوچه‌ها کوچکتر و از کرجی جنگی (به انگلیسی: Sloop-Of-War) بزرگتر بودند، به‌طور معمول تنها با یک طبقه توپ.
تقریباً تمام نیروهای دریایی نوین از کشتی‌های کوچکتر از ناوچه برای وظایف ساحلی استفاده می‌کنند، ولی تمامی آن‌ها از واژه ناوچه سبک استفاده نمی‌کنند.

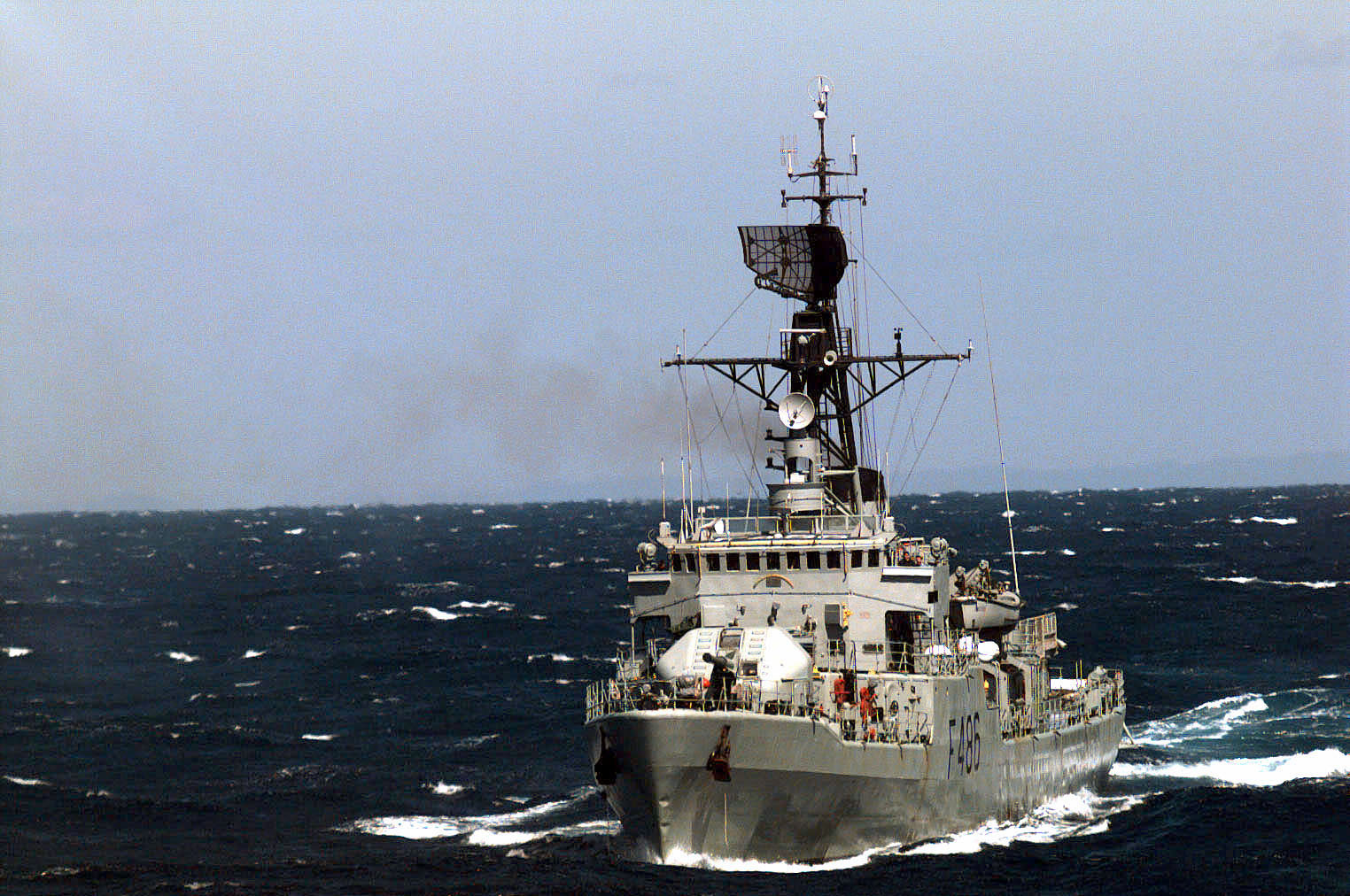
گشت‌ناو پرتغالی باپتیستا د انراده

## کشتی‌های دریانوردی
در عصر دریانوردی، گشت‌ناوها، یکی از انواع کشتی‌های جنگی کوچک بودند، آن‌ها از لحاظ دسته‌بندی بسیار نزدیک به کرجی‌های جنگی بودند. نقش ناوچه‌های سبک اغلب دربرگیرنده وظایف گشت ساحلی، جنگ‌های کوچک، پشتیبانی ناوگان‌های بزرگ یا شرکت در عملیات نشان‌دادن پرچم (به انگلیسی: Show-the-flage Mission) بود. نیروی دریایی پادشاهی بریتانیا از دهه ۱۶۵۰ آغاز به استفاده از کشتی‌های کوچک کرد ولی به‌طور معلوم از آن‌ها به عنوان کرجی جنگی نام می‌بردند تا ناوچه‌های سبک. نخستین منابع دال بر استفاده از نام ناوچه سبک به نیروی دریایی فرانسه در دهه ۱۶۷۰ برمی‌گردد که اصل واژه به احتمال قوی از همین‌جا به وجود آمده است.
ناوگان سلطنتی از این لفظ استفاده نمی‌کرد تا بعد از جنگهای ناپلئون برای توصیف کشتی‌های رده‌بندی نشده کوچک که به کرجی شباهت داشتند.
بیشتر گشت‌ناوها و کرجی‌ها در سدهٔ ۱۷ در حدود ۴۰ تا ۶۰ فوت (۱۲ تا ۱۸ متر) طول و ۴۰ تا ۷۰ تن (۳۶ تا ۶۴ تن متریم) وزن داشتند، آن‌ها ۴ تا ۸ توپ بر روی یک طبقه با خود حمل می‌کردند.
ظرفیت و ابعاد ناوچه‌های سبک به آرامی زیاد شد تا جایی که در قرن ۱۸ طول آن‌ها به حدود ۱۰۰ فوت (۳۰ متر) رسید و وزنشان بین ۴۰۰ تا ۶۰۰ تن (۳۶۵ تا ۸۴۴ تن متریک) رسید. یکی از بزرگ‌ترین کشتی‌های عصر دریانوردی کشتی آمریکایی کانستلیشن (به انگلیسی: Constellation) بود که در ۱۸۵۵ ساخته شد. کشتی ۷۶ فوت (۵۴ متر) طول داشت و ۲۴ توپ حمل می‌کرد، اندازه آن بقدری بزرگ بود که بعضی از صاحبنظران امور دریانوردی آن را یک ناوچه می‌دانند. البته از آن همچنین به عنوان کرجی جنگی نام برده شده است.

## کشتی‌های بخار
کشتی‌های عصر بخار نسبت به اجداد خود سریع‌تر و با قابلیت مانور بالاتر بودند. ناوچه‌های سبک در این دوره در کنار قایق‌های توپدار برای مأموریت‌های مستعمراتی مورد استفاده قرار می‌گرفتند. استفاده از رزم‌ناو و دیگر کشتی‌های بزرگ در مقابل مردم محلی در آفریقا و خاور دور که معمولاً مطیع بودند غیرضروری بود.

## جنگ جهانی دوم

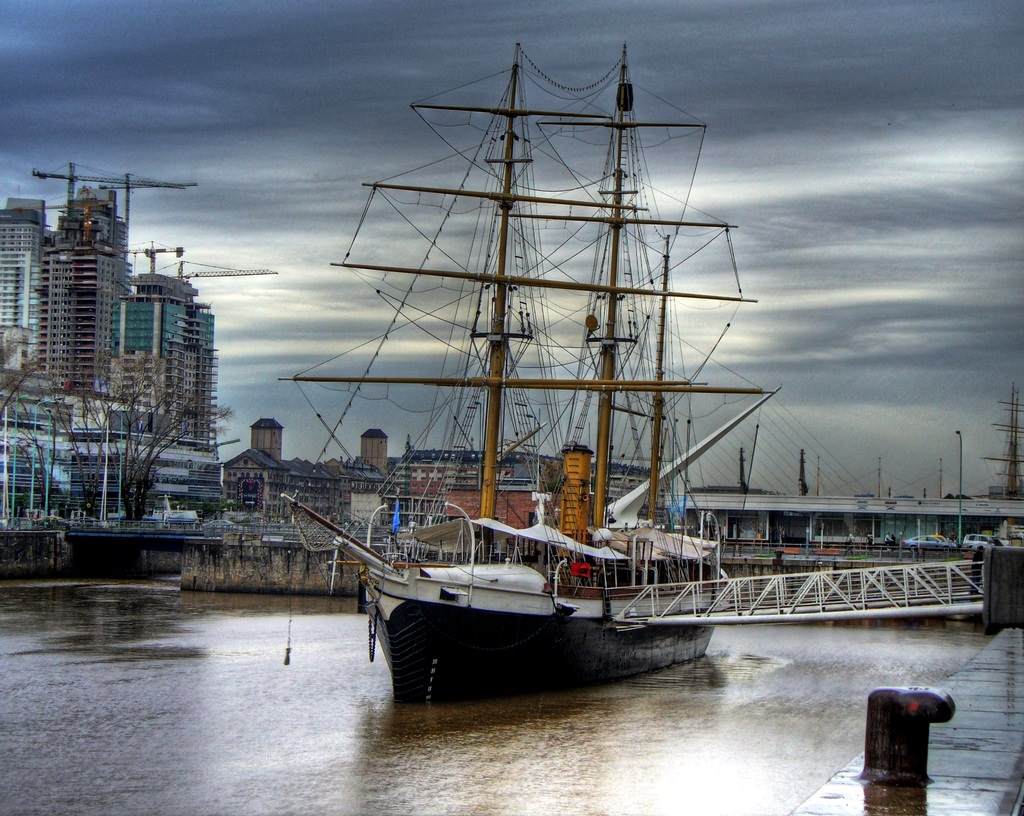
ناوچه سبک اروگوئه که در سال ۱۸۷۴ ساخته شده امروزه به صورت یک موزه در بوئنوس آیرس درآمده است.

ناوچه‌های سبک مدرن در جریان جنگ جهانی دوم به عنوان کشتی گشتی و کشتی محافظتی برای کاروان‌های دریایی درآمدند زیرا به آسانی ساخته می‌شدند. طراح بریتانیایی ویلیام رید (به انگلیسی: William Reed) کشتی کوچکی بر اساس کشتی یک ملخه شکار نهنگ کمپانی اسمیت داک (به انگلیسی: Smith Dock) طراحی کرد، طراحی بسیار ساده و استاندارد آسان ساختن محلی آن به تولید سریع آن در اسکله‌ها و کارگاه‌های کوچک به مقدار انبوه کمک کرد. وزیر وقت، وینستون چرچیل، که بعدها فرمانده کل شد، در استفاده از نام ناوچه سبک سهم به‌سزایی ایفا کرد
اولین ناوچه‌های کلاس گل (به انگلیسی: Flower Class) بودند (کشتی‌های ناوگان سلطنتی با نام انواع گل‌ها نامگذاری می‌شدند، در ناوگان سلطنتی کانادا اسامی شهرهای کوچک را انتخاب می‌کردند).
مأموریت اصلی اولین ناوچه‌های سبک در جریان جنگ جهانی دوم حفاظت از کشتی‌های تجاری در آتلانتیک شمالی در راه آن‌ها برای رساندن تدارکات از بریتانیا به اتحاد جماهیر شوروی بود.
ناوچه‌های سبک گل-کلاس در اصل برای عملیاتهای محافظتی در مناطق نه چندان دور از ساحل طراحی شده بودند، و طراحی ایده‌آلی برای اسکورت ضد زیردریایی نبودند، طول آن‌ها برای عملیات در اقیانوس باز بسیار کم بود، تجهیزات ضدهوایی سبکی داشتند، کمی از کشتی‌های تجاری که اسکورت می‌کردند سریعتر بودند (یک مشکل بسیار بزرگ ظهور زیردریایی‌های آلمانی (به آلمانی: U Boat) بود که عملاً سریعتر بودند)، با اینکه قابلیت مانور بالا داشتند و در دریا خوب عمل می‌کردند، ولی وضعیت زندگی خدمه برای سفرهای طولانی در اقیانوس واقعاً وحشتناک بود. به همین دلیل، ناوچه‌های سبک برای عملیاتهای اسکورت در ناوگان سلطنتی جای خود را به ناوچه‌ها دادند که بزرگتر، سریعتر، آتشبار بهتر و دارای دو محور (دو ملخه) بودند.
به هر حال، بسیاری از کارگاه‌های ساخت کشتی امکانات ساخت کشتی‌ها با اندازه ناوچه را نداشتند، به همین دلیل ناوچه‌های سبک قلعه-کلاس (به انگلیسی: Castle Class) که طراحی بهتری داشتند در اواخر جنگ معرفی شدند که بعضی از آن‌ها تا میانه‌های ده ۱۹۵۰ در خدمت بودند.
ناوگان سلطنتی استرالیا ۶۰ فروند ناوچه کلاس باترست (به انگلیسی: Bathurst Class) ساخت، شامل ۲۰ ناوچه سبک برای ناوگان سلطنتی انگلستان با خدمه استرالیایی، و ۴ ناوچه سبک برای ناوگان سلطنتی هندوستان. این ناوچه‌های سبک که رسماً از آن‌ها با عنوان ناوچه‌های سبک مین‌جمع‌کن استرالیایی یا کرجی مین‌جمع‌کن توسط ناوگان سلطنتی نام برده می‌شود، نام‌های خود را از روی شهرهای استرالیا گرفته‌اند.

## ناوچه‌های سبک مدرن

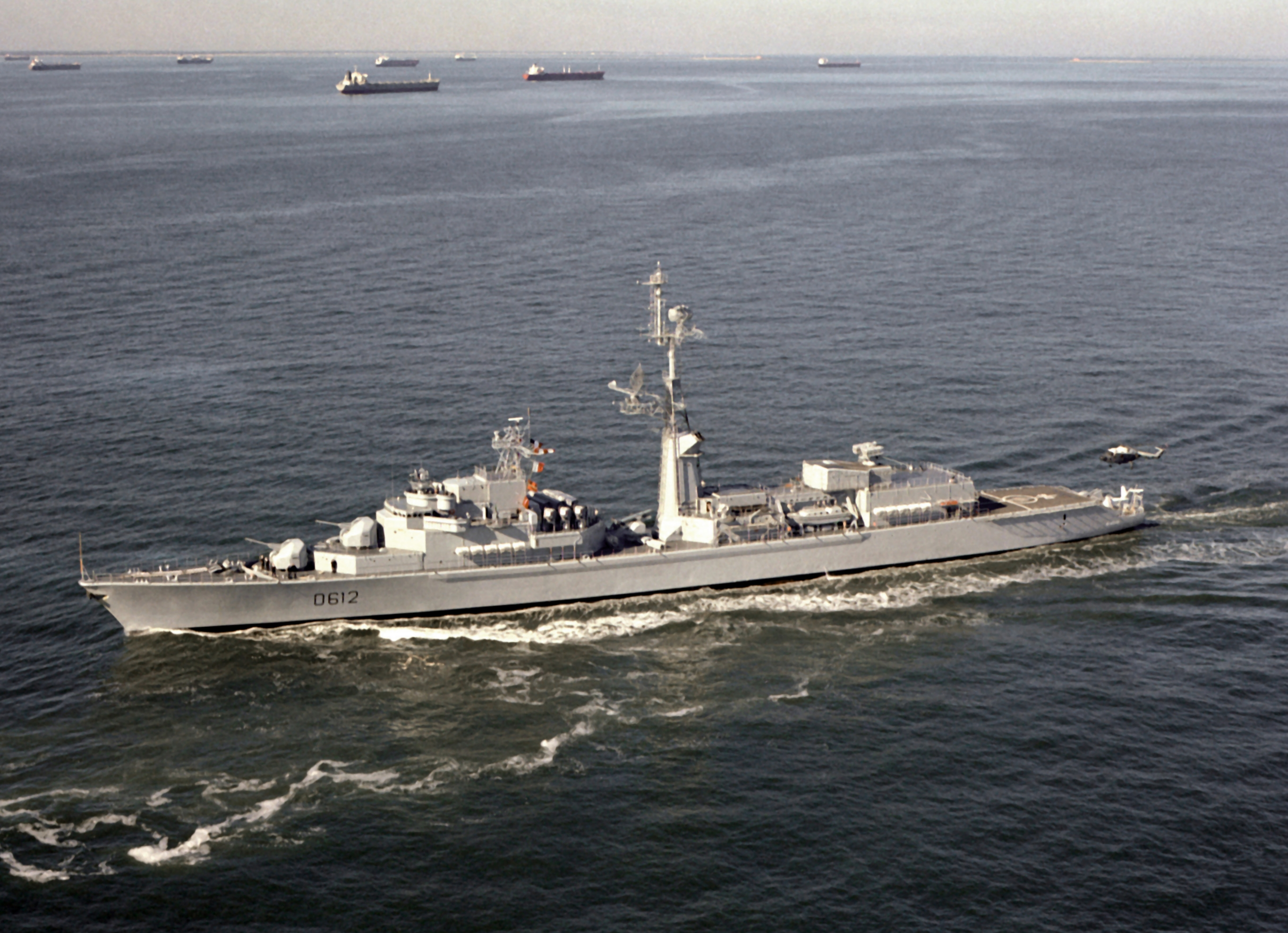
یک ناوچه سبک یا گَشت‌ناو

اکثر نیروهای دریایی در قرن ۲۰ و ۲۱ به سمت شناورهای سطحی کوچکتر که قابلیت مانور بالا دارند متمایل شدند. این شناورها با وزنی بین ۵۴۰ تا ۲۷۵۰ تن (۵۵۰ تا ۲۸۰۰ تن متریک) و اندازه بین ۱۸۰ تا ۳۳۰ فوت (۵۵ تا ۱۰۰ متر) در طول معمولاً به توپ‌های با کالیبر کوچک و متوسط، موشک‌های سطح به سطح، موشک‌های زمین به هوا، و سلاح‌های جنگ‌های زیر سطحی مجهزند. بسیاری توانایی جای دادن یک بالگرد کوچک تا متوسط را دارند.

### کلاس ناوچه‌های سبک حال حاضر
خیلی از کشورها امروزه از ناوچه‌های سبک استفاده می‌کنند. برخی از آن‌ها شامل، سوئد، آلمان، آفریقای جنوبی، هند، چین، اسرائیل، لهستان، ترکیه، یونان و روسیه و کشورهایی که با دریاهای کوچک هم‌مرز هستند، همانند دریای بالتیک، و خلیج فارس تمایل بیشتری برای ساخت ناوچه‌های سبک کوچکتر با قابلیت مانور بالا را دارند.
ناوچه اسپانیایی دسکیوبیترا (به انگلیسی: Descubietra) که در حال حاضر در نیروی دریایی مراکش و مصر خدمت می‌کند ناوچه سبکی به وزن ۱۴۰۰ تن می‌باشد.
شاید بتوان یکی از پیشرفته‌ترین ناوچه‌های سبک حال حاضر دنیا ناوچه سبک ویزبی-کلاس (به انگلیسی: Visby Class)است که در خدمت نیروی دریایی سوئد است. اولین کشتی جنگی عملیاتی دنیا که به‌طور کامل از تکنولوژی رادار گریز استفاده می‌کند.
ایالات متحده آمریکا نیز در حال توسعه کشتی جنگی ساحلی (به انگلیسی: Littoral Combat Ship) است که بسیار به ناوچه سبک شباهت دارد. (به انگلیسی: LCS)ها قرار است جایگزین ناوچه‌های سبک الیور هزارد پاری ـ کلاس (به انگلیسی: Olive Hazard Pary Class) در نیروی دریایی آمریکا شوند.
کشتی جدید آلمانی براوشویگ (به آلمانی: Brauschweig) که برای کمک به شناورهای واکنش سریع آلمان طراحی شده است هم به فناوری رادارگریز مجهز است و توانایی حمله از زمین را دارد.
ترکیه در ژوئیه ۲۰۰۵ آغاز به ساخت اولین از ۱۲ ناوچه سبک میگلم - کلاس (به انگلیسی: Milgem Class) کرده است که اولین کشتی با نام هیبلیادا (به انگلیسی: Heybeliada) در سال ۲۰۱۰ وارد خدمت خواهد شد. طراحی مفهومی و شرح نوع عملیات آن بسیار به‌ها شباهت دارد.
نیروی دریایی یونان در حال حاضر از کشتی‌های سوپر ویتا (به انگلیسی: Super-Vita) استفاده می‌کند که وزن آن‌ها حداکثر ۵۸۰ تن است. البته نیروی دریایی یونان این کشتی‌ها را در کلاس شناورهای موشک انداز تندرو طبقه‌بندی می‌کند. شناور مشابه کیلیک (به انگلیسی: Kilic) قایق تندروی موشک انداز نیروی دریایی ترکیه است که توسط لورسن ورنت طراح آلمانی کشتی در کلاس ناوچه‌های سبک رده‌بندی شده است.
نیروی دریایی اندونزی ناوچه‌های سبک تولید داخلی را دریافت خواهد کرد با نام ۱۰۴ این احتمال وجود دارد که این ناوچه‌ها سبک با موشک‌های سی-۸۰۲ مجهز شوند که در حال حاضر بر روی قایق‌های تندروی گشتی داخلی اف پی بی - ۵۷ نصب است.
ایران نیز دارای دوازده فروند قایق موشک‌انداز کلاس کمان بوده است که نخست در فرانسه به سفارش آلمان غربی ساخته شد و کشورهای دیگر نیز شماری از این قایق را سفارش دادند. در این سالها کشورهای دارنده این جنگ‌افزار، کارکردش را با فناوریهای روز بویژه در زمینه آشکارسازها و توان آتشباری بهبود بخشیده‌اند. دو فروند (پیکان و جوشن) در جنگ با عراق غرق شدند و ۱۰ فروند در حال حاضر در خدمت هستند. همچنین با بکارگیری مهندسی معکوس از سال ۲۰۰۳، ۴ فروند ناوچه بومی کلاس سینا هم ساخته است.